# 浒洋水水库
浒洋水水库是中国贵州省遵义市遵义县境内的一座水库，位于乌江水系底水河上，建于1977年。水库正常库容为1050万立方米，集雨面积为30平方千米，海拔为1012.7米。